# 唱名曲
唱名曲，是日本現役純種競賽馬匹。目前主要勝利有2023年雌馬賽。

## 出賽前
2020年1月27日出生於北海道白老町白老牧場，成長途中於一口馬主俱樂部Shadai Racing Horse Co. Ltd.進行馬主募集。
其後交由栗東訓練中心練馬師高野友和訓練。

## 競賽生涯

### 2歲
2022年10月22日出戰阪神競馬場2歲新馬戰，比賽初段維持在中團位置下在直路瞬間衝出，跑出全長最快末腳速度下成功取得首勝。
其後以一捷馬戰白菊賞作為目標，採取留後戰術下一直保持在隊伍最後方，雖然在直路展開猛烈的追擊，但最終仍然以第五落敗。

### 3歲
2023年首戰選擇為小妖精錦標，比賽初段主動墮後下一直在後方遮擋位置等待時機，但在直路上無法壓制所有對手下以優莉紗及Kona Coast取得第三。
3月12日出戰雌馬賽，出閘之下改變策略在前方位置推進，一直處於外疊的位置下同時維持穩定的速度。進入直路後，其迅速嚮應騎師吉田隼人的指揮加速透出，後續繼續保持走勢下壓贏後上的Moon Probe及June Orange取得首個分級賽冠軍。
然而其後挑戰櫻花賞表現未如理想，在直路失勢下僅跑獲第七的戰績，5月繼續出戰NHK一哩賽亦受到爛地的影響下以第十二大敗。
8月在夏季以朱鷺錦標作為目標，但繼續維持頹勢下在直路想毫無反應，最終以第十一落敗。
休養過後在秋季出戰蛋白石錦標，本次比賽重拾較為後置的戰術，一直處於第十一左右的位置推進下在彎道處向外移動加速。進入直路後，其不斷衝刺迫近前方的賽駒，沿途超越不少對手下最終僅敗於Meisho Gensen取得第二。
年末乘勢以京阪盃作為目標，但無法維持水準下僅跑獲第九。

### 4歲
進入2024年後於年初出戰京都牝馬錦標，繼續保持在中團附近的位置下嘗試在直路展開加速突圍，雖然一度透出並跑出不俗的勢頭，但最終仍然在混戰之中被對手壓過以第五落敗。
4月6日以阪神牝馬錦標作為目標，選擇前置戰術下保持在約莫第四、五的位置逐步推進，進入直路後開始展開衝刺累積優勢，但敗於假面歌姬、高峰山道及呼風女神下取得第四。
未能前往維多利亞一哩賽下主力以公開賽及表列賽作為目標，雖然在安土城錦標中轟出不俗的末腳速度取得第三，但在天堂錦標及朱鷺錦標表現有所回落，僅在9月的港灣人工島錦標中稍為回穩取得第四。
10月26日再度挑戰分級賽並出戰天鵝錦標，採取前置戰術下保持在紅瑪瑙、愛勁利及Cranford後方第三的位置，雖然在直路上一度超前透出，但隨即被後方位置的賽駒趕過下以第五落敗。
年末前往雌馬限定賽事綠松石錦標作為收官之戰，但完全未能發揮表現下以第九大敗。

### 5歲
2025年首戰為改變舉辦時間並縮程的愛知盃，比賽初段維持在約莫第九、十的位置展開推進，沿途留守內欄遮擋之中。進入直路後，其仍然選擇於內欄位置展開加速，在初段稍受到阻滯下於中段逐步突圍，雖然成功壓贏中檔位置閃出的牽心絆意及大東區，但無法阻止外檔一衝而上的麗圖小鎮的攻勢下以第二落敗。
其後選擇出戰維多利亞一哩賽，本次比賽繼續採用居中戰術，維持在馬群之中尋找遮擋，同時在彎道處開始準備發力。然而進入直路後，其未能迅速由馬群之中衝出突圍，最終受到阻滯下僅能跑獲第十的戰績。
休養過後在夏季復出出戰皇后錦標，本次比賽仍然處於約莫第七、八附近的位置，進入彎道後開始沿着外檔發力，但在直路上僅能維持均速下以第七落敗。

### 詳細賽績
| 日期       | 舉辦國家 | 馬場 | 距離   | 級別 | 賽事名稱       | 負重 | 騎師       | 馬號 | 出馬 | 名次 | 時間   | 頭馬（二馬）      |
| ---------- | -------- | ---- | ------ | ---- | -------------- | ---- | ---------- | ---- | ---- | ---- | ------ | ----------------- |
| 22/10/2022 | 日本     | 阪神 | 草1600 |      | 2歲新馬        | 54   | 吉田隼人   | 9    | 10   | 1    | 1:37.6 | （Scene de Reve） |
| 27/11/2022 | 日本     | 阪神 | 草1600 |      | 白菊賞         | 54   | 西村淳也   | 11   | 11   | 5    | 1:34.7 | Moon Probe        |
| 4/2/2023   | 日本     | 中京 | 草1600 | L    | 小妖精錦標     | 54   | 吉田隼人   | 8    | 11   | 3    | 1:34.7 | 優莉紗            |
| 12/3/2023  | 日本     | 阪神 | 草1400 | GII  | 雌馬賽         | 54   | 吉田隼人   | 12   | 18   | 1    | 1:20.7 | （Moon Probe）    |
| 9/4/2023   | 日本     | 阪神 | 草1600 | GI   | 櫻花賞         | 55   | 岩田望來   | 12   | 18   | 7    | 1:32.9 | 自由島            |
| 7/5/2023   | 日本     | 東京 | 草1600 | GI   | NHK一哩賽      | 55   | 吉田隼人   | 5    | 17   | 11   | 1:34.7 | 鑽彩              |
| 27/8/2023  | 日本     | 新潟 | 草1400 | L    | 朱鷺錦標       | 53   | 吉田隼人   | 15   | 17   | 11   | 1:21.4 | 十歡薔薇          |
| 8/10/2023  | 日本     | 京都 | 草1200 | L    | 蛋白石錦標     | 54   | 鮫島克駿   | 6    | 18   | 2    | 1:08.2 | Meisho Gensen     |
| 26/11/2023 | 日本     | 京都 | 草1200 | GIII | 京阪盃         | 55   | 鮫島克駿   | 3    | 18   | 9    | 1:08.1 | 濠城              |
| 17/2/2024  | 日本     | 京都 | 草1400 | GIII | 京都牝馬錦標   | 57   | 鮫島克駿   | 6    | 18   | 5    | 1:20.5 | 真炫美            |
| 6/4/2024   | 日本     | 阪神 | 草1600 | GII  | 阪神牝馬錦標   | 55   | 鮫島克駿   | 5    | 11   | 4    | 1:33.3 | 假面歌姬          |
| 26/5/2024  | 日本     | 京都 | 草1400 | L    | 安土城錦標     | 55   | 齋藤新     | 18   | 18   | 3    | 1:21.1 | 榮進瞭望          |
| 23/6/2024  | 日本     | 東京 | 草1400 | L    | 天堂錦標       | 55   | 石川裕紀人 | 11   | 16   | 6    | 1:21.9 | Orchid Romance    |
| 24/8/2024  | 日本     | 新潟 | 草1400 | L    | 朱鷺錦標       | 56   | 齋藤新     | 7    | 13   | 5    | 1:20.7 | 薰馥郁            |
| 29/9/2024  | 日本     | 中京 | 草1600 | L    | 港灣人工島錦標 | 56   | 鮫島克駿   | 8    | 14   | 4    | 1:34.6 | Ask Konnamonda    |
| 26/10/2024 | 日本     | 京都 | 草1400 | GII  | 天鵝錦標       | 55   | 齋藤新     | 11   | 17   | 5    | 1:20.8 | 野田冰峰          |
| 14/12/2024 | 日本     | 中山 | 草1600 | GIII | 綠松石錦標     | 55   | 齋藤新     | 15   | 16   | 9    | 1:33.6 | 紙牌女王          |
| 23/3/2025  | 日本     | 中京 | 草1400 | GIII | 愛知盃         | 56   | 齋藤新     | 6    | 18   | 2    | 1:20.4 | 麗圖小鎮          |
| 18/5/2025  | 日本     | 東京 | 草1600 | GI   | 維多利亞一哩賽 | 56   | 齋藤新     | 11   | 17   | 10   | 1:32.5 | 百塔意城          |
| 3/8/2025   | 日本     | 札幌 | 草1800 | GIII | 皇后錦標       | 56   | 武豐       | 8    | 14   | 7    | 1:46.5 | 紙牌女王          |

## 血統簡介
父系大鳴大放為日本賽駒，生涯戰績優秀，曾勝出皋月賞及東京優駿（日本打吡），退役後配種成績亦極為優秀。祖父夏威夷王亦是日本賽駒，生涯戰績極爲優秀，僅得一戰未能獲勝，曾勝出一級賽NHK一哩賽及東京優駿（日本打吡），為日本史上首匹贏得變則二冠的賽駒。
母系Thegirlinthatsong為美國賽駒，生涯戰績不俗，曾勝出二級賽加拿大錦標，亦於聖瑪格列錦標中跑獲季軍。外祖父My Golden Song亦是美國賽駒，生涯雖僅勝出兩場賽事，但曾於三級賽聖牛錦標中上名。

### 血統表
| 父線：金滿寶系（淘金者系）                  |                                  |                  |                 |
| 種馬 大鳴大放 2012年（棗色）                | 夏威夷王 2001年（棗色）          | 金滿寶           | 淘金者          |
| 種馬 大鳴大放 2012年（棗色）                | 夏威夷王 2001年（棗色）          | 金滿寶           | Miesque         |
| 種馬 大鳴大放 2012年（棗色）                | 夏威夷王 2001年（棗色）          | Manfath          | 最後大官        |
| 種馬 大鳴大放 2012年（棗色）                | 夏威夷王 2001年（棗色）          | Manfath          | Pilot Bird      |
| 種馬 大鳴大放 2012年（棗色）                | Admire Groove 2000年（棗色）     | 週日寧靜         | Halo            |
| 種馬 大鳴大放 2012年（棗色）                | Admire Groove 2000年（棗色）     | 週日寧靜         | Wishing Well    |
| 種馬 大鳴大放 2012年（棗色）                | Admire Groove 2000年（棗色）     | 氣槽             | 東來兵          |
| 種馬 大鳴大放 2012年（棗色）                | Admire Groove 2000年（棗色）     | 氣槽             | Dyna Carle      |
| 繁殖雌馬 Thegirlinthatsong 2011年（深棗色） | My Golden Song 2003年（灰色）    | Unbridled's Song | Unbridled       |
| 繁殖雌馬 Thegirlinthatsong 2011年（深棗色） | My Golden Song 2003年（灰色）    | Unbridled's Song | Trolley Song    |
| 繁殖雌馬 Thegirlinthatsong 2011年（深棗色） | My Golden Song 2003年（灰色）    | Golden Par       | Gold Meridian   |
| 繁殖雌馬 Thegirlinthatsong 2011年（深棗色） | My Golden Song 2003年（灰色）    | Golden Par       | Par Three       |
| 繁殖雌馬 Thegirlinthatsong 2011年（深棗色） | Belle of the Band 1997年（栗色） | Dixieland Band   | 北地舞人        |
| 繁殖雌馬 Thegirlinthatsong 2011年（深棗色） | Belle of the Band 1997年（栗色） | Dixieland Band   | Mississippi Mud |
| 繁殖雌馬 Thegirlinthatsong 2011年（深棗色） | Belle of the Band 1997年（栗色） | Alysbelle        | 雅力達          |
| 繁殖雌馬 Thegirlinthatsong 2011年（深棗色） | Belle of the Band 1997年（栗色） | Alysbelle        | Bel Sheba       |
| 雌系：號族：20                              |                                  |                  |                 |
| 五代內近親交配：Raise a Native 5×5          |                                  |                  |                 |

## 命名由來
名字Sing That Song（シングザットソング）意思為：「演唱那首歌曲」，繼承自母系Thegirlinthatsong之名字，香港則取其意，翻譯為「唱名曲」。